# وندی هال
وندی هال (انگلیسی: Wendy Hall؛ زادهٔ ۲۵ اکتبر ۱۹۵۲) یک ریاضی‌دان اهل انگلستان است.
وی همچنین برنده جوایزی همچون مدرک افتخاری شده است.